# Gandosso
Gandosso – miejscowość i gmina we Włoszech, w regionie Lombardia, w prowincji Bergamo.
Według danych na styczeń 2009 gminę zamieszkiwało 1513 osób przy gęstości zaludnienia 486,5 os./1 km².